# آتکا (آلاسکا)
آتکا (به انگلیسی: Atka) شهری در ناحیه سرشماری الوتینس غربی، آلاسکا ایالت آلاسکا است که جمعیت آن در سرشماری سال ۲۰۰۰ میلادی ۹۲ نفر بوده‌است.